# Cristo Redentore (Mantegna)
Il Cristo Redentore è un dipinto tempera su tela (55x43 cm) di Andrea Mantegna, datato 1493 e conservato nel Museo il Correggio di Correggio.

## Descrizione e stile
L'opera, sebbene danneggiata da molteplici ridipinture e puliture, viene considerata autografa del maestro ed era anticamente collocata nella Congregazione della Carità cittadina. Per un certo periodo fu di proprietà del collezionista modenese Matteo Campori. Si tratta di uno dei pochissimi casi di dipinto del maestro datato di questo periodo ed uno dei pochi di Mantegna in generale.
Il tema sacro è trattato con austera semplicità che ne esalta l'intensità religiosa. Cristo è raffigurato mentre affaccia il busto da una cornice rossa dove si trova la data, la firma dell'artista e l'iscrizione in latino "Sono io non temete", parole rivolte agli apostoli quando camminò sulle acque. Il suo volto è assorto e malinconico, perfettamente umano, ma anche divino grazie ai raggi di luce che si diffonde dalla sua testa.